# گوین نایت

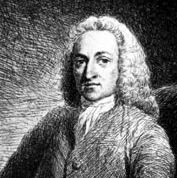
گوین نایت

گوین نایت (به انگلیسی: Gowin Knight)،(زاده ۱۰ سپتامبر ۱۷۱۳ – درگذشته ۸ ژوئن ۱۷۷۲) فیزیک‌دان انگلیسی بود که در سال ۱۷۴۵، فرایندی را برای تولید فولاد به شدت مغناطیسی کشف کرد. او همچنین به عنوان اولین رئیس کتابخانه موزه بریتانیا خدمت کرد.